# 山本浩二
山本 浩二（やまもと こうじ、1946年10月25日 - ）は、広島県佐伯郡五日市町（現：広島市佐伯区）出身の元プロ野球選手（外野手、右投右打）、野球解説者・野球評論家。スカパーJSATグループ番組審議会委員。
本名および旧登録名（1974年まで）は「山本 浩司」。
2014年から2022年まで日本プロ野球名球会理事長を務めた。
「ミスター赤ヘル」（ミスターあかヘル）の愛称で知られ、現役時代は広島東洋カープのスター選手として活躍し、引退後は広島の監督を2度務め、日本代表の監督も務めた。
NPB史上、大卒で500本塁打を達成した唯一の人物で、セ・リーグ初の外野手部門でダイヤモンドグラブ賞（現：ゴールデングラブ賞）を受賞し、セ・リーグ最多記録となるダイヤモンドグラブ賞を10回受賞している。日本代表監督としては2013年のワールド・ベースボール・クラシックでベスト4まで導いた。

## 経歴

### プロ入りまで
父は元軍人で、戦後は建築関係の仕事をした。母と兄二人と姉は、広島の原爆投下に遭って被爆しており、自身も被爆2世である。親もカープの大ファンで、親に連れられ、子供の頃から、当時の広島カープの本拠地・広島県営球場へ太田川対岸から渡し船で何度も通った。この時代の広島の主力選手であった、エースピッチャー・長谷川良平、4番・小鶴誠、韋駄天・金山次郎らのプレーを間近で見る機会に恵まれ、特に小鶴にはバッティングフォームを真似るほど憧れた。
自分自身の力で甲子園へ行くため、また大学進学を視野に入れた家族の意向もあって、広島市立五日市中学校から、野球では全くの無名の広島県立廿日市高等学校に進学した。同校はあまりにも無名で、後の法政時代に東京六大学野球リーグ戦で早稲田のエース・八木沢荘六から決勝タイムリーを放って脚光を浴びたとき、当時の新聞に「甘日市高校出身」と書かれた。陸上部から借りてこないと9人揃わないような野球部で、当然、入学入部と同時にエース・4番打者となる（県内の同期には高橋一三、小川邦和らおり、一学年上の後原富とも対戦がある）。3年時には主将として夏の甲子園県予選に臨み、あと一歩で甲子園に手が届く所まで勝ち進んだが、準決勝でエース河本和昭（のちにサンケイスワローズ1位指名を拒否）を擁する強豪校の広陵高等学校に、17安打を打たれ1-9で敗北した。
南海ホークスの鶴岡一人監督が、大阪と広島に「ちょうちん会」という後援会を持っており、広島の後援会から鶴岡に推薦があり、鶴岡が廿日市高のグラウンドに視察に訪れた。鶴岡は「投手としてはダメだが、打つ方はいい。しかし、一軍で通用するのは数年かかりそう」と感じ、「今プロに入っても通用しない」と大学進学を勧める。その言葉に従い、1965年に高校卒業後、鶴岡の母校である法政大学文学部英文学科に進学した。
投手として法大野球部に入部したが、1年生部員だけで70～80人いた当時の法大では台頭できず、すぐにエリートコース（合宿組）に入った田淵幸一と違って、富田勝、桑原秀範らと共に一般部員の立場に甘んじていた。1年半の間は毎日バッティングピッチャーをやっていたが、五明公男の打球が右腕に当たり、一週間練習を休んで復帰したら、松永怜一監督から「お前、ちょっと打ってみろ」と言われた。田淵が3年4年になったとき、その前後を打つバッターが欲しいと考えた松永監督から、富田と2人だけ、連日夜遅くまで激しいノックを受け、外野手にコンバートされる。2年秋からレギュラーに定着。1学年下の山中正竹投手の入部をきっかけに松永怜一監督から個人特訓を受けて打撃の才能が開花し、クリーンナップに抜擢された。以降の山本は、田淵、富田と共に「法政三羽ガラス」の異名を取り、法政黄金時代を築き上げる大きな原動力となった。東京六大学野球リーグでは在学中3度のリーグ優勝を経験。1968年の全日本大学野球選手権大会では決勝で駒大を降し優勝。リーグ通算で65試合出場、229打数67安打、打率.293、8本塁打、30打点の成績を残し、ベストナインを2回獲得した。
山本は地元・広島カープに入ることを熱望した。それまで広島は創設19年でAクラスは1回、Bクラス18回の弱小球団であったが、未だ優勝したことのない地元球団を優勝させることを夢としていた。プロ入りを不安視する家族の心配があったこともあり、もし広島以外に指名されれば断り、場合によってはサラリーマンとしての人生も考えていたという。
豊作年として知られる1968年のドラフト1位で、予備抽選2番目の広島東洋カープに指名され入団。
入団当初の背番号は27だった。

### 現役時代
1969年4月12日の開幕戦で、6番打者・中堅手として先発出場。その後もレギュラーとして起用され、8月からはクリーンナップを任される。同年は規定打席（22位、打率.240）にも達した。ルーキー年は、1番から9番までの打順を経験。
1970年は3番、1971年は主に5番、1972年は1番や5番に起用され、5月11日の対中日ドラゴンズ戦（広島市民球場）では2-2の同点で迎えた9回一、二塁の打席で盟友である星野仙一からサヨナラ安打、6月10日の対大洋ホエールズ戦（川崎球場）では1点を追う9回二死満塁の打席で小谷正勝から自身初の満塁本塁打である逆転満塁本塁打を放った。根本陸夫監督、関根潤三打撃コーチ、上田利治コーチ（ルーキー時に退団）、広岡達朗内野守備コーチらの指導により、徐々に成長を見せる。1971年より、山内一弘の引退で、背番号8を譲り受けて現役引退まで着用した。
1974年には主に3番で起用され、打率.275、28本塁打（リーグ5位）、74打点という好成績を残した。同年5月23日の対中日戦（広島市民球場）では5回に星野仙一から満塁本塁打、8月27日の対ヤクルトスワローズ戦（広島市民球場）では1-1の同点で迎えた延長11回に浅野啓司から自身初のサヨナラ本塁打を放った。同年シーズンオフ、姓名判断で「浩司という名前は勝負師に向かない」と言われたので名前を「浩司」から「浩二」に変更した。
1975年6月下旬から4番に定着し、オールスターゲーム第1戦（阪神甲子園球場）では、セ・リーグの3番として4番王貞治、5番田淵とクリーンアップを組み、6番に入った衣笠祥雄と共に2打席連続アベック本塁打を放った。8月は打率3割、7本塁打、19打点を記録し、月間MVPに選出された。シーズンを通して好調を維持し、初の打撃タイトルとなる首位打者を獲得した。打率.319、30本塁打、84打点、24盗塁という自己最高の成績を記録し、自身初のシーズン打率3割とシーズン30本塁打を達成し、チーム初優勝に大きく貢献すると共に、シーズンMVPに輝いた。阪急ブレーブスとの日本シリーズでは全6試合で24打数8安打5打点、第3戦、第4戦で本塁打を放つなど活躍するが、日本一には届かなかった。このシリーズでは敢闘賞に選出されている。このシーズンから広島カープは赤ヘルを採用し、山本の愛称「ミスター赤ヘル」が定着するようになる。
1976年は低迷するが、1977年に王貞治に次いでそれぞれリーグ2位の44本塁打、113打点の成績を残し、同年から5年連続40本塁打を記録している。この記録を持つのは王と山本のみである。同年5月22日の対読売ジャイアンツ戦（後楽園球場）では4回に高橋良昌から逆転満塁本塁打、10月9日の対阪神タイガース戦（広島市民球場）では、かつての同僚である安仁屋宗八からサヨナラ2点本塁打を放った。
1978年、5月31日の対阪神戦（阪神甲子園球場）で1回に上田次郎から放った満塁本塁打を含む44本塁打で自身初・球団史上初となる本塁打王に輝き、リーグ2位の112打点を記録する。この本塁打王獲得で、王貞治は1976年から再び返り咲いた本塁打王のタイトル獲得が、2年連続でストップすることとなった。
翌1979年は5月まで打率が.230台に低迷するなどスランプに陥ったが、妻の支えもあって6月以降は復調した。オールスターゲーム第3戦（明治神宮野球場）では、5-5の同点で迎えた9回無死一塁の打席で柳田豊からサヨナラ2点本塁打を放ち、MVPに選ばれた。同年はリーグ2位の42本塁打を残し、113打点で自身初・球団史上初の打点王を獲得した。同年は2回目のリーグ優勝、初の日本一を経験するが、近鉄バファローズとの日本シリーズは全7試合で23打数3安打2打点1本塁打と成績が振るわなかった。ちなみに王貞治の8年連続打点王獲得を阻止し、山本も強打者として改めて評価されたことでも有名になった。
1980年、7月8日の対巨人戦（広島市民球場）では1点を追う6回一死満塁の打席で鹿取義隆から逆転満塁本塁打を放った。シーズンでは44本塁打、112打点で二冠を獲得して、打率もリーグ3位の.336を記録し、得点、塁打、四球、長打率、出塁率のすべてでリーグトップの成績となった。2度目のMVPにも選ばれたほか、衣笠祥雄との500本塁打コンビはYK砲と呼ばれ、王貞治と長嶋茂雄のコンビのON砲（106本塁打）に次ぐ、日本プロ野球歴代2位の86本のアベック本塁打を打っている。同年の近鉄との日本シリーズでも2本塁打を放ち、2年連続日本一に貢献。
1981年、6月23日の対阪神戦（阪神甲子園球場）では6回に山本和行から満塁本塁打を放った。シーズンでは43本塁打、103打点で2年連続の二冠を手にした。
1982年、8月6日の対ヤクルト戦（明治神宮野球場）では6回に鈴木正幸から満塁本塁打を放った。
1983年、長嶋清幸と山崎隆造が台頭してきたこともあり、左翼手にコンバートされた。4月24日の対横浜大洋ホエールズ戦（徳山市野球場）では9回一死満塁の打席で斉藤明夫から満塁本塁打、4月30日の対阪神戦（阪神甲子園球場）ではサイクル安打を記録した。6月17日の対中日戦（広島市民球場）では両者無得点で迎えた延長12回無死無走者の打席で牛島和彦から、7月5日の対ヤクルト戦（広島市民球場）では7-7の同点で迎えた9回無死無走者の打席で黒田真二からそれぞれサヨナラ本塁打を放った。8月30日の対阪神戦（阪神甲子園球場）では試合前に打撃練習で背筋を痛めたため、欠場。1976年10月22日の対大洋戦（川崎球場）から続いていた連続試合出場記録が「872試合」で途切れた。最終的にリーグ4位の打率.316を残し、大島康徳と並ぶ36本塁打で、自身4度目の本塁打王を獲得した。
1984年からは打撃コーチを兼任し、4月8日の対中日戦（広島市民球場）では2-2の同点で迎えた7回二死満塁の打席で藤沢公也から満塁本塁打を放った。5月5日の対巨人戦（後楽園球場）で4回表槙原寛己から左前打を放ち、通算2000安打を達成した。オールスターゲーム第1戦（後楽園球場）では1回に松沼雅之から王貞治と並ぶオールスター戦で通算13本目の本塁打のタイ記録である3点本塁打を放ち、優秀選手に選出された。8月15日の対ヤクルト戦（広島市民球場）では1点を追う6回一死満塁の打席で大川章から通算10本目の満塁本塁打、同月19日の対阪神戦（広島市民球場）では1回一死満塁の打席で中西清起からシーズン3本目となる満塁本塁打を放った。4度目の優勝を決めた10月4日の対大洋戦（横浜スタジアム）では2点を追う6回無死一、三塁の打席で関根浩史から逆転で決勝点となる3点本塁打を放った。阪急との日本シリーズでは、第1戦3回裏に山田久志から同点適時打、第3戦2回表に佐藤義則から先制ソロ、第4戦9回表に山田から決勝適時打を打ち、日本一に貢献した。同年オフの12月11日、王貞治（現役最終年の1980年当時）を抜いて球界最高額となる推定年俸8500万円で契約を更改した。
1985年、オールスターゲーム第3戦（藤井寺球場）では1回に村田兆治から中前へ適時打、5回に村田辰美から同点本塁打を放ち、王貞治を抜くオールスター戦で通算14本塁打の新記録を更新し、優秀選手に選出された。7月26日の対中日戦（ナゴヤ球場）では杉本正から本塁打を放ち、通算500本塁打を達成し、同年には通算200盗塁も達成している（両記録を持つのは張本勲、山本、衣笠の3人のみ）。同年限りで監督を退任した古葉竹識から「浩二、監督やれ。プレイングマネージャーでもいいから。いきなり監督でもいい。ヘッドコーチをつければいい」と言われたが、山本は現役に拘り、阿南準郎が監督に就任した。
1986年、リーグ優勝を花道に40歳で現役引退した。同年4月は打率.377、8本塁打、19打点を記録し、月間MVPに選出された。8月10日の対中日戦（広島市民球場）では1回に桑田茂から3点本塁打を放ち、13年連続20本塁打を記録した。9月11日の対中日戦（広島市民球場）では2-2の同点で迎えた延長11回無死無走者の打席で杉本正からサヨナラ本塁打を放ち、39歳10か月は球団最年長記録でもある。チームは130試合制の129試合目（10月12日のヤクルト戦）にリーグ優勝を決め、日本シリーズ1戦目に東尾修から同点本塁打を放つも、これが現役最後の本塁打になった。日本シリーズは史上初となる第8戦まで行われ、結果西武ライオンズに破れたものの、広島ナインから惜別の胴上げをされ広島市民球場は万来の浩二コールに包まれた。翌日の引退会見の際、涙ながらに「山本浩二は幸せな男です」と述べた。
1987年1月12日に広島県民栄誉賞受賞。4月5日の近鉄とのオープン戦（広島市民球場）が引退試合として行われた。来場者にはメッセージカードが配布され、4番・中堅手で出場し2打数1安打で、試合終了のセレモニーでの挨拶では会見での言葉に付け加える形で「広島に生まれ、カープに育てられました。山本浩二は幸せ者でした」と述べた。
「大学出身者での通算536本塁打」は日本最多記録である。山本の功績を讃え、背番号「8」は広島球団史上初の永久欠番となった。

### 引退後・監督時代・解説者時代
現役引退の決意を松田耕平オーナーに伝えた際に「選手兼任監督をやらないか」と言われたが、固辞した。引退後は1987年から1988年までの2年間、NHK野球解説者・日刊スポーツ野球評論家を経て、1989年から古巣・広島の監督に就任した。契約は5年契約でヘッドコーチに大下剛史、投手コーチに池谷公二郎、打撃コーチに水谷実雄を招聘した。山本は「球団に「絶対に受け入れてほしい」とお願いした。一番肝心のヘッドコーチは、もし監督になったら大下さんにという思いが前々からあったのよ。ジンちゃん(水谷)も打撃に関して苦労した分、厳しく指導して育ててくれた。池谷は真面目で理論を持っている。みんな、わしの意をくんでやってくれたよ。」と述べている。1989年、1990年はリーグ2位で、1991年にはリーグ優勝し、日本シリーズでは西武に3勝4敗で敗れた。1992年は10年ぶりのBクラスとなる4位に終わり、1993年にはリーグワーストタイのサヨナラ負け14回を記録し、19年ぶりの最下位に終わり、同年限りで辞任した。
1994年から2000年までの7年間、日本テレビ・広島テレビ・ラジオ日本野球解説者を務めたが、球団に要請され、2001年から再び広島の監督に就任して8年ぶりの現場復帰。チーフ兼打撃コーチに文化放送・テレビ神奈川野球解説者の松原誠、投手コーチにテレビ朝日・広島ホームテレビ野球解説者の北別府学に招聘した。第2次監督在任中は一度もAクラスになることがなく、2005年に成績不振（12年ぶりの最下位）を受け、辞任した。監督時代の第1期では前田智徳や緒方孝市、江藤智など、第2期には新井貴浩や嶋重宣、栗原健太を打線の主力として育成した。監督退任後の2006年より、日本テレビ・広島テレビ野球解説者に復帰した。
2007年、星野仙一日本代表監督の下、北京オリンピック野球日本代表チームの守備・走塁コーチに就任したが、結果は4位に終わった。
2008年に野球殿堂入り。2010年より日本プロ野球名球会副会長に就任し、2014年から2022年まで理事長を務めた。現在は顧問に就いている。
2012年10月10日に、「侍ジャパンマッチ2012「日本代表 VS キューバ代表」から野球日本代表監督を務める」と発表され、11月13日、背番号が「88」となったことが発表された。投手総合コーチには東尾修を起用した。他の人材が給料の安さなどから、辞退が相次いだ中で、山本が手を挙げる形となった。
2013年3月に開催された第3回WBCでは、過去3回中最高の成績で決勝ラウンドまで通過するも、準決勝のプエルトリコ戦に1対3で敗北し、優勝を逃した。また、8回裏の重盗失敗に関しては、内野守備走塁コーチを務めた高代延博によると、グリーンライトのサインが出ているとはいえ行かせると山本に念を押したのは自分であるとし、山本は会見で「グリーンライトのサインを送り走らせたことは間違ってない。悔いはない」と述べた。高代は「スタッフの責任も選手のミスも、そのすべてを背負い込んでくれた」と自著で著している。
2019年春先に体調を崩し、長期休養に入った。2020年に旧友の田淵が野球殿堂入りし、1月18日に行われた法大OB会にて田淵は「今朝（山本と）電話にて話して、現在は体重こそ減ったが現在30〜40分くらいの散歩をしているそう。もしかしたら4月から解説に復帰する」と山本の状況を語っている。
2020年2月7日、日本テレビ解説者として宮崎市の巨人キャンプ視察に訪れた際に、山本自身が記者団の取材に応じて「前年（2019年）に膀胱がんと肺がんを患って手術した」ことを明らかにした。復帰と共に、日本テレビ・広島テレビの野球解説者として活動している。

## 選手としての特徴

### 打撃
現役時代は投手の配球を読むのが上手く「読みのコージ」とも呼ばれた。大抵の打者はネクストバッターズサークルで素振りをして相手投手にタイミングを合わせることが多いが、山本は素振りは全く行わず、片膝を付いて微動だにせず、投手の癖をじっくり観察した。入団したばかりの川口和久が投球練習をしているのを数球ほど眺めていた山本はすぐにストレートとカーブを放る際の川口の癖を見抜き、投球前から真っすぐとカーブを言い当てている。
江川卓は山本との対戦を特に苦手にしており、引退後のラジオ番組のインタビューでは、自身がアマ時代に「怪物」と謳われてからのプロ入り後「最初に一番衝撃を受けたバッター」に山本の名を挙げた。
現役時代に得意な投手には大学時代から対戦のある星野仙一、堀内恒夫、江川、牛島和彦の名前を挙げている。一番本塁打打っている投手は堀内の21本塁打、対戦した投手287人で80打席以上対象とした41人の中で対戦打率が良いのは谷村智啓の.436（長打率は.809）、2番目に良いのは鈴木康二朗の.416（長打率は2位の1.035）で「谷村は右の本格派で真っすぐ系の高めが多かった。鈴木康二朗はほとんどシンカー系のボール。それを引っ張ったらやられる。センターから右の方向へ打った。」と述べている。一番安打を打っているのは松岡弘の80安打（本塁打は15本）、対戦打率は.310。星野は対戦打率.351、10本塁打、出塁率.407、江川は対戦打率.346、14本塁打、長打率.887、牛島はフォークを武器にしていたが山本は「グラブの開き方で分かった」と対戦成績は41打席で12安打、2本塁打、打率.364、上田二朗は対戦打率.324、10本塁打、長打率.814、山本和行は対戦打率.359、11本塁打（左投手では唯一二桁本塁打）、長打率.880、西本聖は対戦打率.342、10本塁打、伊藤文隆は対戦打率.365、長打率1.041（1位）、三沢淳は17本塁打（堀内に次ぐ2位）、長打率.762と得意とし、一番対戦が多いのは松岡の297打席、三振が多かったのは松岡と小林繁の34個。苦手な投手は高橋一三と小林繁で対戦打率は.183と.194で「カズミは同じ年だけどサウスポーのスクリューボールを全然打てなかった。スクリューが来る前に勝負しようという気持ちがあった。さっき言った割りが出来なくなる。小林はフォームがギクシャクしているじゃない。こっちもいろんな形でタイミングを取ろうとした。でも全く合わなかった。」と述べている。
現役時代は腰痛に苦しめられており、それが切っ掛けで山内一弘に指導されていたインサイド打ちを30代に入って身に付けたと振り返っている。

### 守備
外野手としても302守備機会連続無失策のセ・リーグ記録を樹立。広い守備範囲と法大1年までは投手だったこともあり、強肩も武器だった。

### 出場
ルーキーイヤーから引退する年まで1年も欠かさず規定打席を達成した選手は長嶋茂雄と山本の2人しかいない。

## 特筆

### 人物
のんびり屋の性格で、後に妻になる鏡子が、神宮球場に憧れの山本本人を見に来ているのを見ながら、「あれ（鏡子）、誰の彼女じゃろか?」と感じていたほど呑気であったという。また、プロポーズの言葉は「両親に会ってくれ」だったと述べている。
現役時代、王貞治、田淵幸一、星野仙一、平松政次、松岡弘と共に、細川たかしの「六つの星」という歌にバックコーラスで参加したことがある。
現役当時、山本の法政大学野球部の5学年後輩に当たり読売ジャイアンツの選手でだった山本功児と同音の姓名であったため、功児本人が広島戦で出場した時に偽物を意味する『ニセこうじ』と野次を飛ばされることが多々あった。
広島選手時代に同姓選手が不在（スコアボードでの表記が「山本浩」ではなく「山 本」になるなど）だったシーズンは、山本一義引退直後の1976年のみ（同年オフに山本穰が入団し1982年まで在籍。1980年オフに山本和男が入団し山本浩二引退後の1988年まで在籍）。
現役時代の移動時に着用していた黒スーツ（ストライプ入り等）、パンチパーマなど、衣笠祥雄、江夏豊らと新幹線のホームに立つと迫力があった。当時のプロ野球選手の私服はこうしたヤクザ風のものが主流であり、鼠先輩（岡山県赤磐市出身）も自身のパンチパーマにヤクザ風のスーツファッションは、現役時代の山本と衣笠を意識したものと話している。
ヤマザキ「エイトドーナツ」の袋に描かれている野球選手のモデルは山本である。

### 野球
現在、球場でファンが選手の名前で大声援することを「○○コール」と呼ばれているが、これは山本が「ミスター赤ヘル」としてチームを引っ張るようになってから、打席に立つたびに「浩二! 浩二!」というファンからの大声援が起こるようになり、マスコミがそれを「浩二コール」と名付けて広めたためである。また、トランペットなどの楽器（鳴り物）による応援は、山本の打席で行われたのが最初だと言われている。山本は自書で自身の応援歌を「コンバットマーチ」であるとしている。応援歌の歌詞は「飛ばせ浩二、大空高く」であるが、前半の「飛ばせ浩二」の部分が早稲田大学のコンバットマーチのメロディである。
現役引退後の1999年6月27日の巨人戦（広島市民球場）にて、かつて広島に在籍した金城基泰の始球式で打席に立ったところ、初球の投球を振らずに見送った上に2球目を左翼席への本塁打にしたことがある。打った本人は大喜びしていたが、当時の達川晃豊監督は唖然としていた。
2007年、オリンピック野球日本代表守備走塁コーチに就任し、三塁ベースコーチを務めた。経験のない三塁ベースコーチを務めることに不安視する声に対し、「俺は現役時代守備や走塁に人一倍気をつけてきた」といい、「500本以上本塁打を打っている選手で、守備や走塁を教えることができるのは、俺だけじゃないか」と不安説を一蹴した。
現役時代は読みのコージともあだ名され、ピッチングフォームや癖などを読むのに非常に長けており、それは年齢を重ねるごとに磨きがかかった。NPB歴代4位の通算536本の本塁打を放ったが、そのうち350本以上の本塁打は30歳を越えてからの本塁打でその割合は65%以上。20代のうちに獲った打撃タイトルは1975年の首位打者だけで他の本塁打王・打点王の数々のタイトルは31歳になる1977年以降に獲った大器晩成型の選手であった。
王貞治はホームランアーチストと呼ばれ本塁打を量産した田淵幸一が怪我が非常に多く試合を休みがちで本塁打王争いになってもそれほど脅威とは感じなかった。しかし同僚の衣笠祥雄共々身体が頑丈でとにかく試合をほとんど休まず、また右方向にも強い打球で本塁打を打てる山本の存在の方を本塁打王のライバルとして恐れたといわれる。

### 交友関係・家族関係
大学の同期である田淵幸一、六大学リーグで何度となく対戦した星野仙一とは、大学時代から同学年の親友として有名である。大学入学後、田淵が山本に東京の案内をしたのがきっかけで二人が仲良くなったあと、あまりに二人が仲がいいので大学は違うが星野が妬いて入ってきたという。
原辰徳とは公私で親交があり、彼からは「僕の大好きな先輩の一人で、ヒーロー」だと称賛されている。
2022年、三男でプロゴルファー（ティーチングプロ）の山本崇文がタレントせんだみつおの長女のせんだるかと結婚した。

## 詳細情報

### 年度別打撃成績
| 年 度      | 球 団      | 試 合 | 打 席 | 打 数 | 得 点 | 安 打 | 二 塁 打 | 三 塁 打 | 本 塁 打 | 塁 打 | 打 点 | 盗 塁 | 盗 塁 死 | 犠 打 | 犠 飛 | 四 球 | 敬 遠 | 死 球 | 三 振 | 併 殺 打 | 打 率 | 出 塁 率 | 長 打 率 | O P S |
| ---------- | ---------- | ----- | ----- | ----- | ----- | ----- | -------- | -------- | -------- | ----- | ----- | ----- | -------- | ----- | ----- | ----- | ----- | ----- | ----- | -------- | ----- | -------- | -------- | ----- |
| 1969       | 広島       | 120   | 404   | 366   | 38    | 88    | 20       | 1        | 12       | 146   | 40    | 9     | 5        | 8     | 1     | 23    | 1     | 6     | 74    | 7        | .240  | .295     | .399     | .694  |
| 1970       | 広島       | 128   | 514   | 461   | 67    | 112   | 8        | 4        | 22       | 194   | 56    | 21    | 12       | 4     | 0     | 41    | 1     | 8     | 77    | 7        | .243  | .316     | .421     | .737  |
| 1971       | 広島       | 123   | 484   | 431   | 42    | 108   | 19       | 0        | 10       | 157   | 52    | 25    | 10       | 4     | 4     | 39    | 1     | 6     | 56    | 7        | .251  | .319     | .364     | .683  |
| 1972       | 広島       | 130   | 557   | 485   | 73    | 125   | 27       | 0        | 25       | 227   | 66    | 18    | 11       | 10    | 5     | 52    | 1     | 5     | 55    | 9        | .258  | .333     | .468     | .801  |
| 1973       | 広島       | 126   | 526   | 449   | 68    | 121   | 24       | 1        | 19       | 204   | 46    | 10    | 12       | 12    | 3     | 59    | 1     | 3     | 75    | 10       | .269  | .356     | .454     | .810  |
| 1974       | 広島       | 127   | 529   | 476   | 74    | 131   | 23       | 2        | 28       | 242   | 74    | 18    | 8        | 6     | 2     | 41    | 5     | 4     | 72    | 18       | .275  | .337     | .508     | .845  |
| 1975       | 広島       | 130   | 526   | 451   | 86    | 144   | 21       | 0        | 30       | 255   | 84    | 24    | 9        | 1     | 5     | 67    | 6     | 2     | 39    | 6        | .319  | .406     | .565     | .971  |
| 1976       | 広島       | 129   | 535   | 464   | 79    | 136   | 26       | 3        | 23       | 237   | 62    | 14    | 7        | 3     | 2     | 62    | 2     | 4     | 57    | 13       | .293  | .380     | .511     | .890  |
| 1977       | 広島       | 130   | 552   | 448   | 102   | 138   | 24       | 4        | 44       | 302   | 113   | 22    | 4        | 0     | 6     | 94    | 6     | 4     | 64    | 12       | .308  | .428     | .674     | 1.102 |
| 1978       | 広島       | 130   | 563   | 473   | 114   | 153   | 28       | 0        | 44       | 313   | 112   | 12    | 4        | 0     | 4     | 84    | 9     | 2     | 74    | 10       | .323  | .425     | .662     | 1.086 |
| 1979       | 広島       | 130   | 556   | 467   | 90    | 137   | 20       | 0        | 42       | 283   | 113   | 15    | 5        | 0     | 6     | 81    | 10    | 2     | 71    | 8        | .293  | .396     | .606     | 1.002 |
| 1980       | 広島       | 130   | 539   | 440   | 91    | 148   | 28       | 3        | 44       | 314   | 112   | 14    | 12       | 0     | 7     | 87    | 11    | 5     | 52    | 13       | .336  | .445     | .714     | 1.159 |
| 1981       | 広島       | 130   | 553   | 473   | 102   | 156   | 21       | 0        | 43       | 306   | 103   | 5     | 3        | 0     | 4     | 73    | 7     | 3     | 56    | 12       | .330  | .420     | .647     | 1.066 |
| 1982       | 広島       | 130   | 544   | 448   | 84    | 137   | 21       | 0        | 30       | 248   | 90    | 8     | 3        | 0     | 7     | 87    | 9     | 2     | 56    | 14       | .306  | .415     | .554     | .969  |
| 1983       | 広島       | 129   | 558   | 462   | 86    | 146   | 19       | 2        | 36       | 277   | 101   | 5     | 6        | 0     | 8     | 85    | 11    | 3     | 62    | 11       | .316  | .419     | .600     | 1.019 |
| 1984       | 広島       | 123   | 508   | 437   | 64    | 128   | 15       | 0        | 33       | 242   | 94    | 5     | 4        | 0     | 5     | 64    | 2     | 2     | 59    | 12       | .293  | .382     | .554     | .936  |
| 1985       | 広島       | 113   | 460   | 382   | 57    | 110   | 15       | 1        | 24       | 199   | 79    | 2     | 2        | 0     | 6     | 71    | 5     | 1     | 55    | 14       | .288  | .396     | .521     | .917  |
| 1986       | 広島       | 126   | 501   | 439   | 48    | 121   | 13       | 0        | 27       | 215   | 78    | 4     | 2        | 0     | 4     | 58    | 6     | 0     | 69    | 10       | .276  | .367     | .490     | .857  |
| 通算：18年 | 通算：18年 | 2284  | 9409  | 8052  | 1365  | 2339  | 372      | 21       | 536      | 4361  | 1475  | 231   | 119      | 48    | 79    | 1168  | 94    | 62    | 1123  | 193      | .290  | .381     | .542     | .923  |

- 各年度の太字はリーグ最高

### 年度別守備成績
| 年度 | 球 団 | 外野 | 外野 | 外野 | 外野 | 外野 | 外野   |
| 年度 | 球 団 | 試合 | 刺殺 | 補殺 | 失策 | 併殺 | 守備率 |
| ---- | ----- | ---- | ---- | ---- | ---- | ---- | ------ |
| 1969 | 広島  | 118  | 255  | 8    | 3    | 2    | .989   |
| 1970 | 広島  | 127  | 262  | 13   | 4    | 3    | .986   |
| 1971 | 広島  | 123  | 280  | 4    | 0    | 3    | 1.000  |
| 1972 | 広島  | 129  | 337  | 8    | 5    | 2    | .986   |
| 1973 | 広島  | 126  | 288  | 8    | 7    | 0    | .977   |
| 1974 | 広島  | 127  | 316  | 14   | 2    | 4    | .994   |
| 1975 | 広島  | 130  | 322  | 9    | 1    | 1    | .997   |
| 1976 | 広島  | 128  | 282  | 10   | 1    | 1    | .997   |
| 1977 | 広島  | 129  | 313  | 16   | 2    | 5    | .994   |
| 1978 | 広島  | 130  | 322  | 8    | 2    | 1    | .994   |
| 1979 | 広島  | 130  | 222  | 5    | 3    | 1    | .987   |
| 1980 | 広島  | 130  | 284  | 8    | 0    | 0    | 1.000  |
| 1981 | 広島  | 130  | 218  | 7    | 2    | 1    | .991   |
| 1982 | 広島  | 130  | 239  | 3    | 1    | 1    | .996   |
| 1983 | 広島  | 128  | 214  | 10   | 1    | 1    | .996   |
| 1984 | 広島  | 122  | 167  | 8    | 2    | 0    | .989   |
| 1985 | 広島  | 111  | 153  | 6    | 0    | 1    | 1.000  |
| 1986 | 広島  | 125  | 163  | 9    | 3    | 1    | .983   |
| 通算 | 通算  | 2273 | 4637 | 154  | 39   | 28   | .992   |

- 各年度の太字はリーグ最高
- 太字年はダイヤモンドグラブ賞の受賞

### 年度別監督成績
| 年度       | 順位       | 試合数 | 勝利 | 敗戦 | 引分 | 勝率 | ゲーム差               | チーム 本塁打          | チーム 打率            | チーム 防御率          | 年齢                   | 球団                   |
| ---------- | ---------- | ------ | ---- | ---- | ---- | ---- | ---------------------- | ---------------------- | ---------------------- | ---------------------- | ---------------------- | ---------------------- |
| 1989年     | 2位        | 130    | 73   | 51   | 6    | .589 | 9                      | 101                    | .271                   | 3.01                   | 43歳                   | 広島                   |
| 1990年     | 2位        | 132    | 66   | 64   | 2    | .508 | 22                     | 140                    | .267                   | 3.57                   | 44歳                   | 広島                   |
| 1991年     | 1位        | 132    | 74   | 56   | 2    | .569 | ―                      | 88                     | .254                   | 3.23                   | 45歳                   | 広島                   |
| 1992年     | 4位        | 130    | 66   | 64   | 0    | .508 | 3                      | 122                    | .260                   | 3.60                   | 46歳                   | 広島                   |
| 1993年     | 6位        | 131    | 53   | 77   | 1    | .408 | 27                     | 155                    | .253                   | 4.29                   | 47歳                   | 広島                   |
| 2001年     | 4位        | 140    | 68   | 65   | 7    | .511 | ―                      | 155                    | .269                   | 3.82                   | 55歳                   | 広島                   |
| 2002年     | 5位        | 140    | 64   | 72   | 4    | .471 | 21                     | 154                    | .259                   | 4.36                   | 56歳                   | 広島                   |
| 2003年     | 5位        | 140    | 67   | 71   | 2    | .486 | 20                     | 153                    | .259                   | 4.23                   | 57歳                   | 広島                   |
| 2004年     | 5位        | 138    | 60   | 77   | 1    | .438 | 20                     | 187                    | .276                   | 4.75                   | 58歳                   | 広島                   |
| 2005年     | 6位        | 146    | 58   | 84   | 4    | .408 | 29.5                   | 184                    | .275                   | 4.80                   | 59歳                   | 広島                   |
| 通算：10年 | 通算：10年 | 1359   | 649  | 681  | 29   | .488 | Aクラス3回、Bクラス7回 | Aクラス3回、Bクラス7回 | Aクラス3回、Bクラス7回 | Aクラス3回、Bクラス7回 | Aクラス3回、Bクラス7回 | Aクラス3回、Bクラス7回 |

※1 1989年から1996年までは130試合制
※2 2001年から2004年までは140試合制
※3 2005年から146試合制

### タイトル
- 首位打者：1回（1975年[28]）
- 本塁打王：4回（1978年[35]、1980年[43]、1981年[47]、1983年[54]） ※セ・リーグ右打者記録
- 打点王：3回（1979年 - 1981年[40][43][47]）
- 最多出塁数：3回（1979年[40]、1980年[43]、1983年[54]）

### 表彰
- 最優秀選手：2回（1975年[29]、1980年[44]）
- ベストナイン：10回（1975年、1977年 - 1984年、1986年） ※外野手として10度受賞は歴代2位タイ、セ・リーグ最多。外野手として8年連続は歴代2位タイ（他に秋山幸二、松井秀喜）で、松井と並ぶセ・リーグ最長
- ダイヤモンドグラブ賞：10回（1972年 - 1981年）※外野手としての通算10回受賞・10年連続受賞は共にセ・リーグ記録、10年連続は歴代2位タイ（他に秋山幸二、菊池涼介[111]）。1972年は高田繁、柴田勲と共に外野手部門でのセ・リーグ史上初の受賞[8]
- 野球殿堂競技者表彰（2008年）[77]
- 日本シリーズ敢闘賞：1回（1975年[30]）
- 日本シリーズ優秀選手賞：1回（1984年[112]）
- 月間MVP：5回（1975年8月[27]、1978年8月[113]、1980年6月[114]、1983年4月[115]、1986年4月[68]）
- オールスターゲームMVP：2回 （1975年 第1戦[116]、1979年 第3戦[39]）
- 報知プロスポーツ大賞：1回（1987年）
- 広島県民栄誉賞（1987年）

### 記録
節目の記録
- 100本塁打：1974年6月13日、対阪神タイガース11回戦（阪神甲子園球場）、6回表に江夏豊から左越ソロ ※史上79人目
- 150本塁打：1976年5月7日、対大洋ホエールズ5回戦（川崎球場）、7回表に田中章から中越2ラン ※史上41人目[117]
- 1000試合出場：1976年10月5日、対阪神タイガース25回戦（広島市民球場）、4番・中堅手で先発出場 ※史上187人目[118]
- 1000安打：1977年5月22日、対読売ジャイアンツ6回戦（後楽園球場）、9回表に定岡正二から右前安打 ※史上101人目[119]
- 200本塁打：1977年8月11日、対阪神タイガース16回戦（広島市民球場）、8回裏に宮田典計から3ラン  ※史上27人目[120]
- 250本塁打：1978年9月6日、対中日ドラゴンズ19回戦（ナゴヤ球場）、1回表に青山久人から中堅左へ2ラン  ※史上15人目[121]
- 300本塁打：1980年4月8日、対横浜大洋ホエールズ1回戦（広島市民球場）、1回裏に遠藤一彦から2ラン ※史上12人目[122]
- 1500安打：1980年9月7日、対阪神タイガース19回戦（広島市民球場）、2回裏に山本和行から中前安打 ※史上40人目[123]
- 1500試合出場：1980年9月11日、対中日ドラゴンズ23回戦（ナゴヤ球場）、4番・中堅手で先発出場 ※史上64人目[124]
- 350本塁打：1981年4月28日、対中日ドラゴンズ4回戦（広島市民球場）、1回裏に三沢淳から左越先制2ラン ※史上10人目[125]
- 3000塁打：1981年6月18日、対読売ジャイアンツ15回戦（広島市民球場）、6回裏に定岡正二から二塁打 ※史上16人目[126]
- 1000打点：1981年8月2日、対中日ドラゴンズ19回戦（広島市民球場）、1回裏に都裕次郎から左へソロ ※史上13人目[127]
- 1000得点：1981年8月20日、対読売ジャイアンツ24回戦（広島市民球場）、1回裏に水谷実雄の先制決勝2点適時二塁打で生還 ※史上14人目[128]
- 400本塁打：1982年6月5日、対読売ジャイアンツ11回戦（広島市民球場）、6回裏に鹿取義隆からソロ ※史上8人目[129]
- 300二塁打：1982年7月14日、対横浜大洋ホエールズ13回戦（横浜スタジアム）、4回表に竹内広明から右中間二塁打 ※史上21人目[130]
- 3500塁打：1983年5月18日、対中日ドラゴンズ4回戦（ナゴヤ球場）、2回表に小松辰雄から左前安打 ※史上11人目[131]
- 450本塁打：1983年10月3日、対読売ジャイアンツ25回戦（浜松球場）、7回表に堀内恒夫から左翼ポール直撃ソロ ※史上7人目[132]
- 2000安打：1984年5月5日、対読売ジャイアンツ4回戦（後楽園球場）、4回表に槙原寛己から左前安打 ※史上19人目[57]
- 2000試合出場：1984年8月1日、対横浜大洋ホエールズ16回戦（広島市民球場）、4番・左翼手で先発出場 ※史上19人目[133]
- 1000三振：1985年5月5日、対横浜大洋ホエールズ5回戦（広島市民球場）、1回裏に遠藤一彦から ※史上9人目
- 350二塁打：1985年6月5日、対横浜大洋ホエールズ11回戦（広島市民球場）、1回裏に関根浩史から ※史上14人目
- 4000塁打：1985年6月13日、対阪神タイガース9回戦（広島市民球場）、3回裏に伊藤宏光から左前安打 ※史上8人目[134]
- 500本塁打：1985年7月26日、対中日ドラゴンズ12回戦（ナゴヤ球場）、2回表に杉本正から左中間へソロ ※史上4人目[66]

その他の記録
- シーズン40本塁打以上：5回（1977年 - 1981年）※歴代3位タイ
- シーズン30本塁打以上：9回（1975年、1977年 - 1984年）※歴代3位タイ
- シーズン100打点以上：6回（1977年 - 1981年、1983年）※歴代3位
- 5年連続シーズン40本塁打以上（1977年 - 1981年）※歴代2位
- 8年連続シーズン30本塁打以上（1977年 - 1984年）※歴代3位
- 13年連続シーズン20本塁打以上（1974年 - 1986年）※歴代3位タイ[69]
- 5年連続シーズン100打点以上（1977年 - 1981年）※歴代3位タイ
- 17年連続シーズン100安打以上（1970年 - 1986年）※歴代4位タイ、広島球団記録
- サイクルヒット：1983年4月30日、対阪神タイガース4回戦（阪神甲子園球場） ※史上36人目
- 9打数連続安打（1972年7月6日 - 7月8日）
- 302守備機会連続無失策（1975年4月5日 - 9月24日）※外野手としてのセ・リーグ記録
- 872試合連続出場（1976年10月22日 - 1983年8月28日）※歴代11位
- 入団の年から引退の年まで規定打席到達（1969年 - 1986年）
- 通算500本塁打・200盗塁達成（1985年7月26日）※史上2人目
- 通算満塁本塁打：11本（1972年、1974年、1977年、1978年、1980年、1981年、1982年、1983年、1984年）※歴代9位タイ
- 通算長打率：.5416（1969年 - 1986年）※歴代10位
- 通算外野手刺殺：4637 ※歴代2位、セ・リーグ記録
- 通算外野手補殺：154 ※歴代2位、セ・リーグ記録
- 通算外野手守備機会：4830 ※歴代2位、セ・リーグ記録
- 同一球場で1000安打（広島市民球場）
- オールスターゲーム出場：14回（1973年、1974年、1975年、1976年、1977年、1978年、1979年、1980年、1981年、1982年、1983年、1984年、1985年、1986年）
- オールスターゲーム通算打率：.316 ※100打数以上では歴代3位
- オールスターゲーム通算本塁打：14本 ※歴代1位[64]
- オールスターゲーム通算打点：27 ※歴代3位タイ

### 背番号
- 27 （1969年 - 1970年）
- 8 （1971年 - 1986年、2001年 - 2005年）（永久欠番）
- 88 （1989年 - 1993年）

### 登録名
- 山本 浩司（やまもと こうじ）（1969年 - 1974年）
- 山本 浩二（やまもと こうじ）（1975年 - ）

## 関連情報

### 著書
- 『人間山本浩二―競争社会をしぶとく生きるために』（1984年、交通タイムス社）
- 『栄光の背番号8：これがオレの野球人生だ』（1986年、交通タイムス社）
- 『コージのなん友かん友』（1987年、日刊スポーツ出版社）、ISBN 4-8172-0090-1
- 『浩二の赤ヘル野球』（1989年、文藝春秋） 、ISBN 4-16-343050-4
  - 1987〜88年週刊文春に連載されたコラムを加筆修正し収録。
- 『野球と広島』（2015年、角川新書） 、ISBN 978-4-04-082014-9
- 『広島カープの血脈』（2016年、KADOKAWA） 野村謙二郎と共著、ISBN 978-4-04-601793-2

### 出演

#### 野球解説者としての出演
NHK時代
- NHKプロ野球
- サンデースポーツスペシャル（1986年11月-1988年10月）

日本テレビ・広島テレビ時代
- DRAMATIC BASEBALL（現行題名）
- 進め!スポーツ元気丸（広島テレビ）[135]

#### ドラマ
- 『最後のストライク』（フジテレビ、2000年7月28日） - 津田恒実を題材にしたドラマ。ホテルのイベントチーフ役で出演した。

#### 映画
- 『BADBOYS』（全力エージェンシー、2011年） - 特別出演
- 『こいのわ 婚活クルージング』（角川映画、2017年）

#### バラエティ
- 『中井正広のブラックバラエティ』（日本テレビ） - 不定期出演
- 『秘密のケンミンSHOW』（読売テレビ）
  - 2016年7月14日 - 田中卓志と共にスタジオ出演
  - 2016年12月1日 - ドラマ「辞令は突然に…」広島篇に町内会長役で特別出演
- 『山本浩二＆譲二のドレミファスタジアム』（歌謡ポップスチャンネル）山本譲二との野球✕音楽のオリジナルバラエティ特番 2019年3月24日放送
- プロ野球 レジェン堂（2024年4月2日、BSフジ）[136]

#### ラジオ
- 『武田和歌子のぴたっと。』（ABCラジオ、2014年12月4日）「福本豊のあの人は今 元・プロ野球選手名鑑」に電話出演。

#### CM
現役時代
- ヒロウン「リーグスター野球用品」
- ますやみそ 味噌（広島ローカル。『麹の良さが決め手』がキャッチフレーズで、津田恒実に「ウチのチームと一緒ですね! ねぇ、浩二さん!」とギャグを言われる）
- ゴールドもみじ（広島ローカル。『ゴールドもみじはお菓子のホームラン王です』というフレーズを言う）

引退後
- 味の素「ほんだし いりこだし」
- 三和ホーム（1987年）
- 日本航空「東京 - 広島線」
- ロート製薬「新V・ロート」（1987-1990年）
- ブリヂストン 自転車（浅野ゆう子と共演）
- サントリー「モルツ」 - このCMの「私はドライではありません」がフジテレビ「カノッサの屈辱」で、本人の肖像付きで「生麦事件」として取り上げられた。
- ハウス食品 “カレーはハウス”キャンペーン（1994年）、“カレーでファイト!”キャンペーン（2008年）（いずれも田淵幸一・星野仙一と共演）
- 興和「バンテリン」（2000年代）

### ディスコグラフィー
7インチEP
- 「ひとり」 A面：ひとり / B面：雨の夜話 （1975年 CBSソニーレコード SOLB-355）
  - 両面とも作詞：有馬三恵子、作曲：川口真、編曲：神保正明

### 登場作品
- 『野球狂の詩』（漫画、作：水島新司）
- 『ミラクルジャイアンツ童夢くん』（漫画・アニメ、原作：石ノ森章太郎） - 声：沢木郁也